# مارك هورنشوه
مارك هورنشوه (بالألمانية: Marc Hornschuh) (2 مارس 1991 بدورتموند في ألمانيا - ) هو لاعب كرة قدم ألماني في مركز الدفاع. شارك مع منتخب ألمانيا تحت 17 سنة لكرة القدم ومنتخب ألمانيا لكرة القدم تحت 18 سنة ومنتخب ألمانيا تحت 19 سنة لكرة القدم ومنتخب ألمانيا تحت 20 سنة لكرة القدم ومنتخب ألمانيا تحت 21 سنة لكرة القدم. أما مع النوادي، فقد لعب مع إف إس في فرانكفورت وإنغولشتات 04 وبوروسيا دورتموند 2 ونادي سانت باولي وFC Ingolstadt 04 II ‏.

## وصلات خارجية
- مارك هورنشوه على موقع الاتحاد الأوربي (الإنجليزية)
- مارك هورنشوه على موقع قاعدة بيانات كرة القدم.إي يو (الإنجليزية)
- مارك هورنشوه على موقع بيانات كرة القدم. دي إي (الألمانية)
- مارك هورنشوه على موقع Soccerway.com (الإنجليزية)
- مارك هورنشوه على موقع عالم كرة القدم.نت (الإنجليزية)
- مارك هورنشوه على موقع AS.com (الإسبانية)